# Eremobates pallipes
Eremobates pallipes är en spindeldjursart som först beskrevs av Thomas Say 1823.  Eremobates pallipes ingår i släktet Eremobates och familjen Eremobatidae. Inga underarter finns listade i Catalogue of Life.